# Enarganthe
Genre
Classification phylogénétique
Enarganthe N.E.Br. est un genre de plante de la famille des Aizoaceae.
Enarganthe N.E.Br., in Gard. Chron., ser. 3, 87: 71 (1930), in clave
Type : Enarganthe octonaria (L. Bolus) N.E.Br. (Mesembryanthemum octonarium L.Bolus)

## Liste des espèces
Enarganthe N.E.Br. est, à ce jour, un genre monotype.
- Enarganthe octonaria (L.Bolus) N.E.Br.